# François Reichenbach
François Reichenbach (Parigi, 3 luglio 1921 – Neuilly-sur-Seine, 2 febbraio 1993) è stato un regista e sceneggiatore francese.
Ha diretto 40 lungometraggi tra il 1954 e il 1993.
Ha vinto la Vela d'Oro al Festival internazionale del film di Locarno nel 1962 e il Prix Louis-Delluc con Un cuore grosso così (Un coeur gros comme ça) e l'Oscar al miglior documentario nel 1970 per L'amour de la vie - Artur Rubinstein diretto assieme a Gérard Patris.
A Cannes vinse nel 1964 il Gran Prix du court métrage con La douceur du village e l'anno successivo fu membro della giuria.